# 朝鮮総督府殖産局
朝鮮総督府殖産局（ちょうせんそうとくふしょくさんきょく）は、朝鮮総督府に置かれた内部部局。
本項では、1943年（昭和18年）に殖産局などを再編して新設された鉱工局にも触れる。

## 沿革
1910年（明治43年）10月1日、韓国併合にともない朝鮮総督府が設置されると、農商工部に属する局として、商工局とともに殖産局が置かれた。1912年（明治45年）4月1日、農商工部の2局は改編され、農林局と殖産局になった。1915年（大正4年）4月には機構簡素化の目的で殖産局は農林局とともに廃止され、各課の事務を農商工部長が直接指揮することとなった。
1919年（大正8年）8月20日の官制改正により、農商工部は廃止され、総督直属の局として殖産局が置かれた。
1943年（昭和18年）12月1日に殖産局は農林局・専売局などとともに廃止され、農商局・鉱工局が新設されている。朝鮮総督府鉱工局は、終戦時に存在した朝鮮総督府内部部局（総督官房・財務局・鉱工局・農商局・法務局・学務局・警務局）のひとつである。

## 機構
1941年（昭和16年）9月1日現在。
- 殖産局
  - 商工課
  - 物価調整課
  - 燃料課
  - 鉱山課
  - 産金課
  - 水産課
  - 燃料選鉱研究所
  - 商工奨励館
  - 鑿岩工養成所
  - 地質調査所
  - 度量衡所

関連する総督府所属官署として、水産試験場、水産製品検査所などがあった。

## 歴代局長

### 殖産局長
| 氏名                           | 在任期間                                               | 備考                           |
| （朝鮮総督府農商工部）殖産局長 | （朝鮮総督府農商工部）殖産局長                         | （朝鮮総督府農商工部）殖産局長 |
| ------------------------------ | ------------------------------------------------------ | ------------------------------ |
| 菊池武一                       | 1910年（明治43年）10月1日 - 1912年（明治45年）4月1日   |                                |
| 帆足準三                       | 1912年（明治45年）4月1日 - 1913年（大正2年）2月24日    |                                |
| （欠員）                       | 1913年（大正2年）2月24日 - 1915年（大正4年）3月31日    |                                |
| （殖産局廃止）                 |                                                        |                                |
| （朝鮮総督府）殖産局長         |                                                        |                                |
| 西村保吉                       | 1919年（大正8年）8月20日 - 1924年（大正13年）12月1日   |                                |
| 池田秀雄                       | 1924年（大正13年）12月1日 - 1928年（昭和3年）3月29日   |                                |
| 今村武志                       | 1928年（昭和3年）3月29日 - 1929年（昭和4年）11月8日    |                                |
| 松村松盛                       | 1929年（昭和4年）11月8日 - 1931年（昭和6年）7月22日    |                                |
| 中村寅之助                     | 1931年（昭和6年）7月22日 - 1931年（昭和6年）9月23日    | 事務取扱                       |
| 渡辺忍                         | 1931年（昭和6年）9月23日 - 1932年（昭和7年）7月27日    |                                |
| 穂積真六郎                     | 1932年（昭和7年）7月27日 - 1941年（昭和16年）11月19日  |                                |
| 上瀧基                         | 1941年（昭和16年）11月19日 - 1943年（昭和18年）12月1日 |                                |

### 鉱工局長
| 氏名     | 在任期間                                              | 備考                 |
| -------- | ----------------------------------------------------- | -------------------- |
| 江口親憲 | 1943年（昭和18年）12月1日 - 1944年（昭和19年）8月17日 |                      |
| 塩田正洪 | 1944年（昭和19年）8月17日 -                           | 日本統治下最後の局長 |